# Cerro Grande (Río Grande del Sur)
Cerro Grande es un municipio brasileño del estado de Rio Grande do Sul.
Se encuentra ubicado a una latitud de 27º36'22" Sur, y una longitud de 53º10'00" Oeste, estando a una altitud de 405 metros sobre el nivel del mar. Su población estimada para el año 2004 era de 2.418 habitantes.
Ocupa una superficie de 74,744 km².
Su economía está basada en la agricultura, principalmente en producción de granos y leche. En 2007 se introdujo el cultivo de frutas.